# کاوایی (کانسپت)
کاوایی  (ژاپنی: かわいい or 可愛い, IPA: [kawaiꜜi]; «دوست‌داشتنی»، «ناز»، یا «بانمک») فرهنگ بانمکی در ژاپن می‌باشد که می‌تواند به چیزها، انسان‌ها و غیرانسان‌هایی اشاره داشته باشد که جذاب و گیرا، آسیب‌پذیر، خجالتی و کودکانه هستند برای مثال می‌توان به دست‌خط بانمک اشاره کرد یا ژانرهای خاصی از مانگا و انیمه و شخصیت‌هایی از قبیل هلو کیتی و همینطور پیکاچو از پوکمون.
فرهنگ بانمکی یا زیبایی‌شناسی کاوایی به جنبه برجسته‌ای از فرهنگ عامه ژاپنی سرگرمی، پوشش، غذا، اسباب‌بازی، ظاهر فردی و رفتار و آداب معاشرت نیز تبدیل شده‌است.